# Highland (Kansas)
Highland è un comune degli Stati Uniti d'America, situato nello Stato del Kansas, nella Contea di Doniphan.